# کلمبیا جورنالیزم ریویو
کلمبیا جورنالیزم ریویو (انگلیسی: Columbia Journalism Review) مجله‌ای برای روزنامه‌نگاران حرفه‌ای است که از سال ۱۹۶۱ توسط دانش‌آموختگان مدرسه روزنامه‌نگاری دانشگاه کلمبیا منتشر می‌شود. مطالب این مجله شامل اخبار و تازه‌های صنعت رسانه، تحلیل، اخلاق حرفه‌ای و داستان‌هایی است که پشت پرده اخبار وجود دارند.
در اکتبر ۲۰۱۵ اعلام شد که بسامد انتشار مجله چاپی از شش شماره در سال به دو شماره در سال کاهش یافته است و در مقابل روی فضای دیجیتال تمرکز می‌شود.